# An American Prayer
Albums de The Doors
Full Circle
(1972)
An American Prayer sorti en 1978 est un disque-hommage à Jim Morrison, poète et chanteur, de 1965 à 1971, du groupe rock psychédélique américain The Doors.
Ce disque compile un certain nombre de ses poèmes, qui furent pour l'occasion mis en musique par les trois membres survivants du groupe, Ray Manzarek, Robby Krieger et John Densmore.
Cet album se divise en 5 actes :
- Awake
- To Come Of Age
- The Poet's Dreams
- World On Fire
- An American Prayer

Les textes sont lus par Jim Morrison et ont été pour la plupart, enregistrés le 8 décembre 1970, jour de son 27 ème anniversaire sept mois avant sa mort.
Certaines des musiques de l'album sont originales, tandis que d'autres sont des extraits de musiques du groupe déjà existantes (Peace Frog, Riders on the Storm, etc). Des extraits d'archives sonores et de concerts viennent parfois agrémenter le tout entre deux textes.

## Liste des chansons
1. Awake
2. Ghost Song
3. Dawn's Highway
4. Newborn Awakening
5. To Come Of Age
6. Black Polished Chrome
7. Latino Chrome
8. Angels And Sailors
9. Stoned Immaculate
10. The Movie
11. Curses, Invocations
12. American Night
13. Roadhouse Blues
14. The World On Fire
15. Lament
16. The Hitchhiker
17. An American Prayer
18. Hour For Magic
19. Freedom Exists
20. A Feast Of Friends - Inclut Adagio en Sol mineur de Tomaso Albinoni.

- Sur la ré-édition de 1995, trois pistes supplémentaires viennent conclure le disque :

1. Babylon Fading
2. Bird Of Prey
3. The Ghost Song